# Berggorilla
De berggorilla (Gorilla beringei beringei) is een ondersoort van de oostelijke gorilla die leeft in het Virungagebergte, dat zich uitspreidt over Congo, Oeganda en Rwanda. Het is de grootste van de vier bekende gorillaondersoorten. Het vrouwtje is 130-150 cm lang en weegt 68 à 114 kg. Een zilverrug, een volgroeid mannetje, is 140-185 cm lang en weegt 160 à 210 kg.  

## Voedsel
Berggorilla's zijn vegetariërs. Zij besteden ongeveer de helft van hun tijd aan het foerageren naar voedsel. Het voedsel bestaat voornamelijk uit bessen, bamboe, bladeren, boombast, het merg uit wortels en stengels en vruchten. Als de boomtakken niet stevig genoeg zijn voor een volwassen gorilla, plukken de jongere en dus lichtere groepsleden de vruchten voor de gehele troep. Volgens Fossey aten ze 58 verschillende soorten planten (George Schaller telde er echter 100), hun favorieten zijn walstro, wilde selderij, distels en brandnetels. Consumptie van brandnetels levert voor hen blijkbaar geen problemen op. Maar ook wordt - vaak onopzettelijk - dierlijk eiwit verorberd als insecten en geleedpotigen. Soms eten berggorilla's zelfs kleine stenen of aarde omdat die rijk zijn aan mineralen (kalium en natrium). Ook eten ze soms hun eigen mest. Een mogelijke reden hiervoor is de aanwezigheid van vitamine B12, die nog niet door hun lichaam is opgenomen.

## Leefgebied
De berggorilla is ernstig bedreigd en is een van de twee ondersoorten van de oostelijke gorilla's. Er leven anno 2018 naar schatting nog maar 1004 individuen, wat weliswaar een stijging is ten opzichte van schattingen in 2012 (880) en 2010 (786). Deze dieren leven in een relatief klein gebied in het Virungagebergte. Ze kunnen worden aangetroffen in het Nationaal park Mgahinga Gorilla en het Bwindi Impenetrable Forest in Zuidwest-Oeganda, in het Volcanoes National Park in Noordwest-Rwanda en in het Nationaal Park Virunga en het Nationaal park Kahuzi-Biéga in het oosten van de Democratische Republiek Congo.
Nadat de Amerikaanse biologe Dian Fossey wereldwijd de aandacht wist te vestigen op berggorilla's, ging het jaar na jaar beter met de populatie. Maar daar bracht de Rwandese Genocide in 1994 een abrupt einde aan. Naar schatting 500.000 tot 1 miljoen mensen werden vermoord en honderdduizenden vluchtten naar de grens met buurland Zaïre. En dus ook naar het leefgebied van de gorilla's.

## Voortplanting
De vrouwtjes worden rond hun negende levensjaar vruchtbaar en de jonge berggorilla's verlaten de groep wanneer ze ongeveer elf jaar oud zijn en zwerven twee tot vijf jaar met andere adolescenten rond voordat ze een nieuwe groep vormen. Het tempo van de voortplanting ligt bij de berggorilla erg laag. Een vrouwtje krijgt gemiddeld elke 6 tot 8 jaar na een draagtijd van 8,5 maand één jong. Een vrouwtje krijgt in haar hele leven ongeveer 2 tot 6 jongen in een tijdspanne van 40 jaar.
In normale omstandigheden worden mannetjes die een harem hebben van 3 tot 4 vrouwtjes in hun leven de vader van 10 tot 20 nakomelingen in een tijdspanne van 50 jaar.

## Dagelijks leven
Een typische berggorilladag begint bij het ontwaken om 6.00 à 7.00 uur 's ochtends, gevolgd door twee uur foerageren. Tussen 10.00 en 14.00 uur nemen de volwassen groepsleden er hun gemak van en doen een dutje of zonnebaden. De jongere groepsleden ravotten met elkaar. Tussen 15.00 en 17.00 uur foerageren ze opnieuw terwijl ze door hun territorium trekken. Tegen zessen 's avonds verzamelen ze takken en bladeren om op de grond of in de boom hun nest mee te bouwen. In de regentijd bij voorkeur in de boom, want de berggorilla heeft een hartgrondige afkeer van koude regen. Een heuvel of helling is favoriet, omdat indringers dan eerst omhoog moeten klimmen. De volwassen dieren slapen beneden, zodat ongewenst bezoek eerst hen moet passeren. Ze buigen of breken de takken en maken zo een ronde holte die ze voorzien van een rand. De dikste bladeren liggen in het midden en dienen als matras. Ze benutten voor hun nest slechts de bladeren van meestal grotere planten die ze niet eten, zoals Lobelia giberroa. Een nest wordt slechts eenmaal gebruikt; jonge gorilla's beginnen hun eerste pogingen om een nest te bouwen op de leeftijd van minder dan een jaar.
Ondanks hun grootte zijn berggorilla's bang voor slangen.